# جيمس هنري أليسيا
جيمس هنري أليسيا (بالإنجليزية: James Henry Alesia)‏ هو قاضي ومحامي أمريكي، ولد في 16 يوليو 1934 في شيكاغو في الولايات المتحدة، وتوفي بنفس المكان في 24 يوليو 2003.